# Foxmail
Foxmail ist ein kostenloses E-Mail-Programm der Firma Tencent, welches von Zhang Xiaolong (张小龙) entwickelt wurde. Es unterstützt POP3 und IMAP und besitzt eine Fernabfrage.

## Funktionsweise
Es ist ein Spamfilter vorhanden, welcher nach Bayes-Filter-Methode und mit der Blacklist-Methode arbeitet. Seit der Version 7.2 kann auch die Foxmail eigene Anti-Spam-Datenbank, die noch im Beta-Status ist, mit genutzt werden.
Mit der Fernabfrage können Nachrichten direkt auf dem Server eingesehen und gelöscht werden.
Seit der Version 7.2.6 ist es möglich einen Google Kalender einzubinden, seit Version 7.2.9 können Nachrichten wahlweise als Klartext oder HTML angezeigt werden. Mit der Version 7.2.13 kann das Programm automatisch aktualisiert werden.

## Verbreitung
2001 hatte FoxMail laut Sina einen Marktanteil von 32,92 % in China und lag damit weit vor anderen Anwendungen.
In einer gemeinsamen Pressemitteilung mit Verisign zur Förderung internationalisierter Domainnamen im Jahr 2003 berichteten die Autoren von über 3 Millionen täglichen Foxmail-Benutzern in China (perspektivisch berichtete das CNNIC im Januar 2002 von einer Gesamtzahl von 35 Millionen Internet-Benutzern in China).

## Versionen
| Version | Veröffentlichungsdatum |
| ------- | ---------------------- |
| 7.2.16  | 7. April 2020          |
| 7.2.11  | 31. Mai 2019           |
| 7.2.9   | 3. November 2017       |
| 7.2.8   | 6. September 2017      |
| 7.2.7   | 3. Juni 2015           |
| 7.2.6   | 1. Dezember 2014       |
| 7.2     | 23. Januar 2014        |
| 7.1.3   | 28. August 2013        |